# Adapantus osorioi
Adapantus osorioi är en insektsart som först beskrevs av Bolívar, I. 1886.  Adapantus osorioi ingår i släktet Adapantus och familjen vårtbitare. Inga underarter finns listade i Catalogue of Life.